# Lonesome Luke, Circus King
Lonesome Luke, Circus King er en amerikansk stumfilm fra 1916.

## Medvirkende
- Harold Lloyd som Luke
- Snub Pollard
- Bebe Daniels